# Bataille de Chebreiss
Deuxième Coalition
Batailles
Guerre de la Deuxième Coalition
- St George's Caye (navale) (09-1798)
- Nicopolis (10-1798)
- Corfou (11-1798)
- Copenhague (navale) (04-1801)
- Algésiras (navale) (06-1801)

Campagne de Hollande
- Callantsoog (08-1799)
- Vlieter (08-1799)
- Zyp (09-1799)
- Bergen (09-1799)
- Alkmaar (10-1799)
- Castricum (10-1799)

Campagne de Suisse
- Ostrach (03-1799)
- Feldkirch (03-1799)
- 1re Stockach (03-1799)
- Frauenfeld (05-1799) (en)
- Winterthour (05-1799)
- 1re Zurich (06-1799)
- Schwytz (08-1799)
- Amsteg (08-1799) (en)
- Saint-Gothard (09-1799)
- 2e Zurich (09-1799)
- Linth (09-1799) (en)
- Muten (10-1799) (ru)
- Engen (05-1800)
- 2e Stockach (05-1800)
- Moesskirch (05-1800)
- Biberach (05-1800)
- Erbach (05-1800)
- Höchstädt (06-1800)
- Ampfing (12-1800)
- Hohenlinden (12-1800)

Campagne d'Égypte
- Malte 1 (06-1798)
- Malte 2 (06-1798)
- Alexandrie (07-1798)
- Chebreiss (07-1798)
- Pyramides (07-1798)
- 1re Aboukir (08-1798)
- Salheyeh (08-1798)
- Malte 3 (09-1798)
- Sédiman (10-1798)
- Caire (10-1798)
- Samanouth (01-1799)
- El Arish (02-1799)
- Syène (02-1799)
- Jaffa (03-1799)
- Saint-Jean-d'Acre (03-1799)
- Mont-Thabor (04-1799)
- 2e Aboukir (07-1799)
- Damiette (11-1799)
- Héliopolis (03-1800)
- 3e Aboukir (03-1801)
- Mandora (03-1801)
- Canope (03-1801)
- Fort Jullien (04-1801)
- Le Caire (06-1801) (en)
- Alexandrie (08-1801)

2e Campagne d'Italie
- Vérone (03-1799)
- Magnano (04-1799)
- Cassano (04-1799)
- Mantoue (04-1799)
- Bassignana (05-1799)
- 1re Marengo (05-1799) (en)
- Modène (06-1799) (en)
- Trebbia (06-1799)
- 2e Marengo (06-1799) (en)
- Novi 1 (08-1799)
- Rome (09-1799)
- Mannheim (09-1799) (en)
- Novi 2 (10-1799) (en)
- Genola (11-1799)
- Gênes (04-1800)
- Sassello (04-1800) (en)
- Fort Bard (05-1800)
- Verceil (05-1800)
- Turbigo (05-1800)
- Montebello (06-1800)
- 3e Marengo (06-1800)
- Pozzolo (12-1800)

La bataille de Chebreiss ou bataille de Chobrâkhyt est un épisode de la campagne d'Égypte remportée le 13 juillet 1798, sur la rive gauche du Nil, par les armées de Bonaparte face à Mourad Bey qui charge à la tête de 4 000 cavaliers. C'est la première victoire de l’armée française avant la bataille des Pyramides du 21 juillet 1798.

## Contexte
Après avoir débarqué le 1er juilletet pris Alexandrie, le corps expéditionnaire français marche en direction du Caire, partie par Rosette, partie à travers le désert. La jonction entre les deux colonnes et la flottille commandée par Perrée s'effectue à ar-Rahmanyah le 10 et l'armée remonte alors le Nil sur sa rive gauche.
Mourad Bey décide de se porter à la rencontre de la colonne française à la tête de sa cavalerie mamelouke, de fantassins janissaires et d'une flottille de chaloupes canonnières. La rencontre a lieu près du village de Chobrâkhyt.

## Déroulement
Bonaparte dispose d'environ 20 000 hommes répartis en cinq divisions. Les divisions Desaix et Bon font front tandis que les divisions Reynier, Dugua et Vial sont disposées en échelon vers le fleuve.
Mourad Bey dispose d'entre 3 000 et 4 000 cavaliers, renforcés par 20 canons et 2 000 janissaires à pied.
Les mamelouks tentent une charge frontale qui échoue face aux carrés d'infanterie puis essayent d'envelopper le dispositif français mais buttent sur les divisions de réserves. La brillante cavalerie ottomane se débande.
Simultanément, la flottille de Perrée affronte les canonnières turques et est d'abord submergée avant qu'un incendie se déclare à bord du navire amiral turc et le fasse exploser. La flottille se retire alors vers le sud, en même temps que les forces terrestres.

## Conséquences
Les mamelouks comptent environ un millier de tués et de blessés, tandis que les Français ne subissent que des pertes très légères.
Les mamelouks, jusque-là assez sûrs de leur puissance, réalisent à l'occasion de cet accrochage la valeur de l'armée française. Les soldats français, au contraire, reprennent courage à la vue de la débandade ennemie, après une dure traversée du désert.
À l'occasion de ce premier engagement contre la cavalerie ottomane, l'armée d'Égypte inaugure l'usage par les Français de la formation en carré. Cette tactique, inventée par les Russes lors de leurs guerres avec la Sublime Porte dans les Balkans, sera réutilisée avec succès lors de plusieurs autres batailles de l'Empire.